# Strzelectwo na Igrzyskach Panamerykańskich 1987
Zawody w strzelectwie na Igrzyskach Panamerykańskich 1987 zostały rozegrane w dniach 10-15 sierpnia 1987 roku. Areną zmagań były Camp Atterbury (konkurencje w strzelaniu z karabinu i pistoletu) oraz Indiana Gun Club (konkurencje trapu i skeetu).

## Medaliści

### Mężczyźni
| Konkurencja                                  | 1. miejsce                                                          | Wynik  | 2. miejsce                                                          | Wynik  | 3. miejsce                                                       | Wynik  |
| -------------------------------------------- | ------------------------------------------------------------------- | ------ | ------------------------------------------------------------------- | ------ | ---------------------------------------------------------------- | ------ |
| pistolet dowolny, ind.                       | George Ross                                                         | 651    | Erich Buljung                                                       | 648    | Bernardo Tobar                                                   | 642    |
| pistolet dowolny, druż.                      | Stany Zjednoczone · George Ross · Erich Buljung · Don Nygord        | 1670   | Peru · Rodrigo Aranguena · Carlos Hora · Pedro Garcia               | 1620   | Argentyna · Ernesto Alais · Walter Bauza · Lisandro Sugezky      | 1615   |
| pistolet centralnego zapłonu, ind.           | Renzo Velazquez                                                     | 588    | Darius Young                                                        | 584    | Felipe Beuvrin                                                   | 582    |
| pistolet centralnego zapłonu, druż.          | Stany Zjednoczone · Darius Young · Rojelio Arredondo · Don Nygord   | 1741   | Wenezuela · Renzo Velazquez · Felipe Beuvrin · Alberto Olavarria    | 1741   | Brazylia · Durval Guimaraes · Benevenuto Tilli · Alfredo Lalia   | 1720   |
| pistolet standardowy, ind.                   | Erich Buljung                                                       | 570    | Guillermo Reyes                                                     | 566    | Oscar Yuston                                                     | 564    |
| pistolet standardowy, druż.                  | Wenezuela · Felipe Beuvrin · José Becerra · Victor Villalobos       | 1673   | Kuba · Guillermo Reyes · Juan Hernández · Luis Baquero              | 1641   | Portoryko · Maximino Rivera · Angel Correas · Julio Ortega       | 1639   |
| pistolet pneumatyczny, ind.                  | Don Nygord                                                          | 681,2  | Carlos Hora                                                         | 677,9  | Gregory Appleton                                                 | 672,1  |
| pistolet pneumatyczny, druż.                 | Stany Zjednoczone · Don Nygord · Gregory Appleton · Erich Buljung   | 1727   | Peru · Carlos Hora · Pedro Garcia · Rodrigo Aranguena               | 1699   | Urugwaj · Gustavo Cadarso · Luis Méndez · José Mautone           | 1696   |
| pistolet szybkostrzelny, ind.                | Bernardo Tobar                                                      | 694    | Rajelio Arredondo                                                   | 684    | John McNally                                                     | 682    |
| pistolet szybkostrzelny, druż.               | Kolumbia · Bernardo Tobar · Luis Colina · Alfredo Gonzalez          | 1755   | Stany Zjednoczone · John McNally · Rojelio Arredondo · Darius Young | 1750   | Kuba · Rafael Rodriguez · Juan Hernández · Guillermo Reyes       | 1749   |
| karabin małokalibrowy, trzy postawy, ind.    | Glenn Dubis                                                         | 1253,6 | Mart Klepp                                                          | 1252,1 | Robert Foth                                                      | 1251,8 |
| karabin małokalibrowy, trzy postawy, druż.   | Stany Zjednoczone · Glenn Dubis · Robert Foth · Webster Wright      | 3474   | Kanada · Mart Klepp · Jean Senecal · Guy Lorion                     | 3443   | Kuba · Hermes Rodriguez · Arnaldo Rodriguez · Miguel Valdés      | 3365   |
| karabin małokalibrowy, postawa leżąca, ind.  | Patrick Vamplew                                                     | 697,3  | Jean Senecal                                                        | 695,6  | Julio Iemma                                                      | 695,0  |
| karabin małokalibrowy, postawa leżąca, druż. | Kanada · Jean Senecal · Patrick Vamplew · Michael Ashcroft          | 1784   | Argentyna · Julio Iemma · Ricardo Rusticucci · Rodolfo Tarraubella  | 1775   | Stany Zjednoczone · Webster Wright · Bradley Carnes · Dan Durben | 1770   |
| karabin pneumatyczny, ind.                   | Guy Lorion                                                          | 688,7  | Glenn Dubis                                                         | 688,3  | Robert Foth                                                      | 688,2  |
| karabin pneumatyczny, druż.                  | Kanada · Guy Lorion · Mart Klepp · Jean Senecal                     | 1760   | Stany Zjednoczone · Dan Durben · Robert Foth · Glenn Dubis          | 1759   | Kuba · Arnaldo Rodriguez · Hermes Rodriguez · Alexeiv Gonzalez   | 1711   |
| ruchoma tarcza, ind.                         | Michael English                                                     | 683    | Todd Bensley                                                        | 676    | Mark Bedlington                                                  | 675    |
| skeet, ind.                                  | Matthew Dryke                                                       | 221    | Alger Mullins                                                       | 220    | Brian Gabriel                                                    | 220    |
| skeet, druż.                                 | Stany Zjednoczone · Matthew Dryke · Alger Mullins · Daniel Carlisle | 439    | Kuba · Alfredo Torres · Servando Puldon · Delfin Gomez              | 431    | Kanada · Don Kwasnycia · Brian Gabriel · Fritz Altmann           | 430    |
| trap automatyczny, ind.                      | Daniel Carlisle                                                     | 222    | Kenneth Blasi                                                       | 221    | Paul Shaw                                                        | 220    |
| trap automatyczny, druż.                     | Stany Zjednoczone · Kenneth Blasi · Daniel Carlisle · George Haas   | 442    | Kanada · Paul Shaw · John Primrose · Fred White                     | 434    | Brazylia · Rodrigo Bastos · Marcos Olsen · Alain Dufour          | 431    |

### Kobiety
| Konkurencja                                 | 1. miejsce   | Wynik | 2. miejsce   | Wynik | 3. miejsce       | Wynik |
| ------------------------------------------- | ------------ | ----- | ------------ | ----- | ---------------- | ----- |
| pistolet sportowy, ind.                     | Ruby Fox     | 679   | Edith Vega   | 676   | Bettie Blocksome | 671   |
| pistolet pneumatyczny, ind.                 | Tania Pérez  | 478,6 | Edith Vega   | 471,2 | Maria Amaral     | 470,1 |
| karabin pneumatyczny, ind.                  | Sharon Bowes | 495,4 | Launi Meili  | 494,3 | Deena Wigger     | 493,7 |
| karabin małokalibrowy, postawa leżąca, ind. | Deena Wigger | 595   | Mary Godlove | 594   | Joeller Fefer    | 586   |
| karabin standardowy, trzy postawy, ind.     | Irma Sánchez | 664,1 | Launi Meili  | 660,3 | Mary Godlove     | 658,2 |

## Klasyfikacja medalowa
Opracowano na podstawie materiałów źródłowych.
| Miejsce | Państwo           | Złoto | Srebro | Brąz | Razem |
| ------- | ----------------- | ----- | ------ | ---- | ----- |
| 1.      | Stany Zjednoczone | 15    | 12     | 8    | 35    |
| 2.      | Kanada            | 5     | 4      | 5    | 14    |
| 3.      | Kuba              | 2     | 5      | 3    | 10    |
| 4.      | Wenezuela         | 2     | 1      | 1    | 4     |
| 5.      | Kolumbia          | 2     | 0      | 1    | 3     |
| 6.      | Peru              | 0     | 3      | 0    | 3     |
| 7.      | Argentyna         | 0     | 1      | 3    | 4     |
| 8.      | Brazylia          | 0     | 0      | 3    | 3     |
| 9.      | Portoryko         | 0     | 0      | 1    | 1     |
| 9.      | Urugwaj           | 0     | 0      | 1    | 1     |
| Razem   | Razem             | 26    | 26     | 26   | 78    |